# B.M.H
B.M.H（ビー・エム・エイチ)は、日本のダンスパフォーマンスコンビ、振付師、タレント。トップ・カラー所属。B.M.Hとは、ばい菌持ってる鳩の略で正式名称はB.M.H〜ばい菌持ってる鳩〜である。

## 概要・略歴
もえは中学生の時からダンスを始める。大学生になった時にい〜ちゃんと組んで（もえ・20歳、い〜ちゃん・21歳）ダンスパフォーマンスコンビばい菌持ってる鳩を結成。結成3か月後にはコンテストに出場。コンビ名はたまたまテレビで「鳥類の菌」の特集を観た後に駅前でたくさんの鳩を見たことから「インパクト重視」で決めたという。
2006年にスタートした『スーパーチャンプル』にばい菌持ってる鳩として出演。
B.M.Hとしてアーティストに振付するほかライブ演出も手掛ける。

## メンバー
- い〜ちゃん（1983年2月16日 - 、東京都出身、身長155cm）
お笑いコンビBMHのい～ちゃんは二卵性双生児の妹だとしている[2]。
夫は吉本興業所属のお笑い芸人・歩子。

- もえ（1984年3月22日 - 、東京都出身、身長157cm）

## 出演

### テレビ
- スーパーチャンプル（中京テレビ）
- 中京テレビ番組秋祭り チュウキョ〜くんアイランド（中京テレビ）
- エンタの天使 第12回（2009年9月30日、日本テレビ）
  - キャッチコピーは「踊り狂う鳩（ピジョン）」、披露したネタは「超女子」。
- あらびき団（2009年12月 - 、TBSテレビ）
- 爆笑!ものまねウォーズ（2011年1月 - 、TBSテレビ）
- クイズ!先端tic（2011年3月26日、TOKYO MX）
- バカソウル（2011年10月、テレビ東京）

### CM
- CASIO「デジタルカメラWEB」

### ミュージックビデオ
- 宮脇詩音「Flavor」

## ライブ
主なもの
- 123☆45 B.M.H. ジョイントライブ （2009年11月16日、新宿Fu-）